# Haiku (オペレーティングシステム)
Haiku（ハイク）は、オープンソースで開発されているデスクトップ向けオペレーティングシステムである。Haiku R1のリリースに向けてBeOSを再現することを目指しており、以前はOpenBeOSと呼ばれていた。Haiku R1/Alpha 1ではx86とPowerPCをサポートしていたが、Haiku R1/Alpha 2以降のバージョンではx86のみをサポートしている。
なおHaikuという名称は日本の俳句に起因している。

## Haikuの目的
Haikuは下記の特性を持ったデスクトップOSを目指している。
- 面倒な管理を必要としない
- 使いやすい
- フリー＆オープン
- 古いハードウエアでも高速
- 複雑な用途にも適用できるぐらいの高性能
- 使っていて楽しい

## システムの特徴
- POSIXと高い互換性
- オブジェクト指向APIを適用 (BeOS APIと互換性あり)
- 高度なマルチスレッド・マルチタスク化による高性能パフォーマンス
- データベースライクな OpenBFS ファイルシステム**による高速検索
- BeOSとのソース＆バイナリ互換性（Haiku R1 32 bitのみ）

## システム要件[3]
- プロセッサ：Pentium Ⅱ 400MHz相当、AMD AthlonのCPU以上（最大64コア）
- 物理メモリ：最小で256MB以上、Haikuをソースからコンパイルする場合は1GB以上を推奨
- モニタ： 800x600
- HDD 空き容量：3GB以上

## 主なマイルストーン
- 2001年8月 - OpenBeOSプロジェクト発足[4]
- 2004年6月 - 第1回「WalterCon 2004」開催、新プロジェクト名「Haiku」が発表される
- 2004年10月 - CannaIM for BeOSがHaikuに寄付される
- 2005年7月 - 日本語フォント小夏を標準フォントとして採用
- 2005年8月 - 「WalterCon 2005」開催
- 2006年10月 - 「WalterCon 2006」開催
- 2007年2月 - ロサンゼルスにて「SCaLE 5x」(Southern California Linux Expo)オープンソース展に出展（写真、ポッドキャスト）
- 2007年2月 - Google本社で「Haiku Tech Talk」を通してHaikuを披露（ビデオ、写真、プレゼンスライド）
- 2007年3月 - Google社が主権するGoogle Summer of CodeにMentor Organizationとして選ばれ、8人の学生をスポンサー
- 2007年11月 - 関西オープンソース2007に出展 ー 英語でのレポートその１、「Haikuってなに？」セミナのスライド（PDF 527KB）
- 2008年2月 - ロサンゼルスにて「SCaLE 6x」オープンソース展に出展（写真、英語レポート、thebadapples.infoによるBruno G. Albuquerqueインタービュー）
- 2009年9月14日 - 初公式リリース Haiku R1/Alpha 1 が公開される 公式サイトでの発表、sourceforge.jp、BeOS互換OS「Haiku」の初となる公式開発版「Haiku R1/Alpha」を試す
- 2010年5月09日 - 公式リリース Haiku R1/Alpha 2 が公開される 公式サイトでの発表、Haiku Japan による 日本語発表 と 日本語リリースノート
- 2011年6月18日 - 公式リリース Haiku R1/Alpha 3 が公開される 公式サイトでの発表
- 2012年11月12日 - 公式リリース Haiku R1/Alpha 4 が公開される 公式サイトでの発表
- 2012年11月14日 - 公式リリース Haiku R1/Alpha 4.1 が公開される 公式サイトでの発表
- 2018年9月28日 - 公式リリース Haiku R1/Beta 1 が公開[5]
- 2020年6月9日 - 公式リリース Haiku R1/Beta 2 が公開[6]
- 2021年7月26日 - 公式リリース Haiku R1/Beta 3 が公開[7]
- 2022年12月23日 - 公式リリース Haiku R1/Beta 4 が公開[8]
- 2024年9月13日 - 公式リリース Haiku R1/Beta 5 が公開[9]

## 開発状況
2020年1月現在、Haikuは開発途中である。
- Haiku CIA − ソースツリーへのコミットをリアルタイムで見ることが可能。

### コミュニティ
- #haiku接続 - IRCチャンネル（英語）
- #haiku-jp接続 - 日本語 IRCチャンネル（試験運用）

### 開発者向け資料
- Programming the Be Operating System (原文の英語版) − JPBE.netによる日本語版 (作成中)(どちらもリンク切れ）
- Coding Guidelines − Haikuに適用されるOpenTrackerのコーディングガイドライン
- Practical File System Design with the Be File System (PDF) − Dominic GiampaoloによるBFSファイルシステムに関する書籍
- The BeBook（英語版）
- Art of BeOS Programming「Art of BeOS Programming BeOSで楽しむプログラミングの世界」(古賀信哉著)の Web 公開版